# Jean-Pierre Zola
Jean-Pierre Zola (* 2. Mai 1916 in Wien; † 17. Januar 1979 in Paris) war ein österreichisch-ungarisch-französischer Schauspieler.

## Leben und Wirken
Zola wuchs ab seinem achten Lebensjahr in Kairo auf, wohin seine Eltern gezogen waren. Er lebte dort bis zu seinem 40. Lebensjahr und spielte an Amateurtheatern. Während der Suez-Krise verließ er Ägypten und ließ sich in Paris nieder.
Hier entdeckte ihn Jacques Tati und bedachte ihn mit einer größeren Rolle als technikgläubiger, spießig wirkender Familienvater in seiner Komödie Mein Onkel. Danach war der in sechs Sprachen bewanderte Zola ein vielbeschäftigter Nebendarsteller in französischen, amerikanischen und deutschen Filmen; so beispielsweise 1965 in dem französischen Mehrteiler Belphégor oder das Geheimnis des Louvre. Im deutschen Fernsehen war der 230 Pfund schwere Schauspieler in den 1970er Jahren häufig in Serien zu sehen.

## Filmografie (Auswahl)

### Filme
- 1958: Mein Onkel (Mon oncle)
- 1958: Christine
- 1959: Babette zieht in den Krieg (Babette s’en va-t-en guerre)
- 1959: Gefährliche Liebschaften (Les Liaisons dangereuses)
- 1960: Der Hölle entronnen (Prisonniers de la brousse)
- 1960: Die Katze zeigt die Krallen (La Chatte sort ses griffes)
- 1960: Affäre Nabob (Au voleur!)
- 1960: Der Panther wird gehetzt (Classe tous risques)
- 1960: Einer sticht ins Wespennest (Le panier à crabes)
- 1960: Wer zuerst schießt, hat mehr vom Leben (Ça va être ta fête)
- 1961: Paris – Stadt der Versuchung (Le pavé de Paris)
- 1961: Alles Gold dieser Welt (Tout l’or du monde)
- 1962: 40 Millionen suchen einen Mann (Love is a Ball)
- 1963: Futter für süße Vögel (Du mouron pour les petits oiseaux)
- 1963: Lautlos wie die Nacht (Mélodie en sous-sol)
- 1963: Das Mädchen Ariane (Strip-tease)
- 1963: Geheimagent S. schlägt zu (L’honorable Stanislas, agent secret)
- 1964: Der Zug (The Train)
- 1964: Sicher ist sicher (Fernsehfilm)
- 1964: Tim und Struppi und die blauen Orangen (Tintin et les oranges bleues)
- 1966: Und die Frau erschuf die Liebe (Et la femme créa l’amour)
- 1966: Brennt Paris? (Paris brûle-t-il?)
- 1966: Spion zwischen 2 Fronten (Triple Cross)
- 1966: Der Mann, der sich Abel nannte
- 1967: Der Fremde (Lo straniero)
- 1967: Großer Mann was nun? (Fernsehserie)
- 1969: Der Vetter Basilio (Fernsehfilm)
- 1969: Der Clan der Sizilianer (Le Clan des Siciliens)
- 1969: Drei Mann auf einem Pferd (Trois hommes sur un cheval)
- 1970: Darling Lili
- 1970: Die Dinge des Lebens (Les choses de la vie)
- 1970: Leo, der Kriegsheld (Le mur de l’Atlantique)
- 1971: Die nackte Gräfin
- 1973: Hexen – geschändet und zu Tode gequält
- 1974: Sie sind frei, Dr. Korczak
- 1974: Gewalt und Leidenschaft (Gruppo di famiglia in un interno)
- 1974: Die Akte Odessa (The Odessa File)
- 1975: Der letzte Schrei
- 1975: French Connection II
- 1977: Die Vertreibung aus dem Paradies

### Fernsehserien
- 1965: Belphégor oder das Geheimnis des Louvre (Belphégor ou le Fantôme du Louvre, 2 Folgen)
- 1966: Gewagtes Spiel (Folge 24: Drei Giraffen)
- 1966: Üb immer Treu nach Möglichkeit (13 Folgen)
- 1966: Das Kriminalmuseum (Folge 23: Der Barockengel)
- 1967: Der Tod läuft hinterher (1 Folge)
- 1968: Die seltsamen Methoden des Franz Josef Wanninger (Folge 27: Die Beschützer)
- 1971: Tatort: Kressin und der Laster nach Lüttich
- 1972: Hamburg Transit (Staffel 2, Folge 2: Irma 526)
- 1972: Rabe, Pilz und dreizehn Stühle
- 1972: Suchen Sie Dr. Suk! (8 Folgen)
- 1973: Kara Ben Nemsi Effendi (2 Folgen)
- 1976: Derrick (Folge 18: Angst)
- 1976: Das Blaue Palais (Folge 5: Der Gigant)
- 1977: Graf Yoster gibt sich die Ehre (Folge 58: Ein Maler und sein falsches Bild)
- 1978: Der Alte (Folge 11: Nachtmusik)
- 1979: Ein Mann für alle Fälle (Fernsehserie)
- 1979–1981: Sonne, Wein und harte Nüsse (10 Folgen)